# چاینا سکوریتیز
چاینا سکوریتیز (انگلیسی: China Securities) شرکت دولتی خدمات مالی و سرمایه‌گذاری چینی است، که در سال ۲۰۱۱ تأسیس شد.